# Museum Folkwang

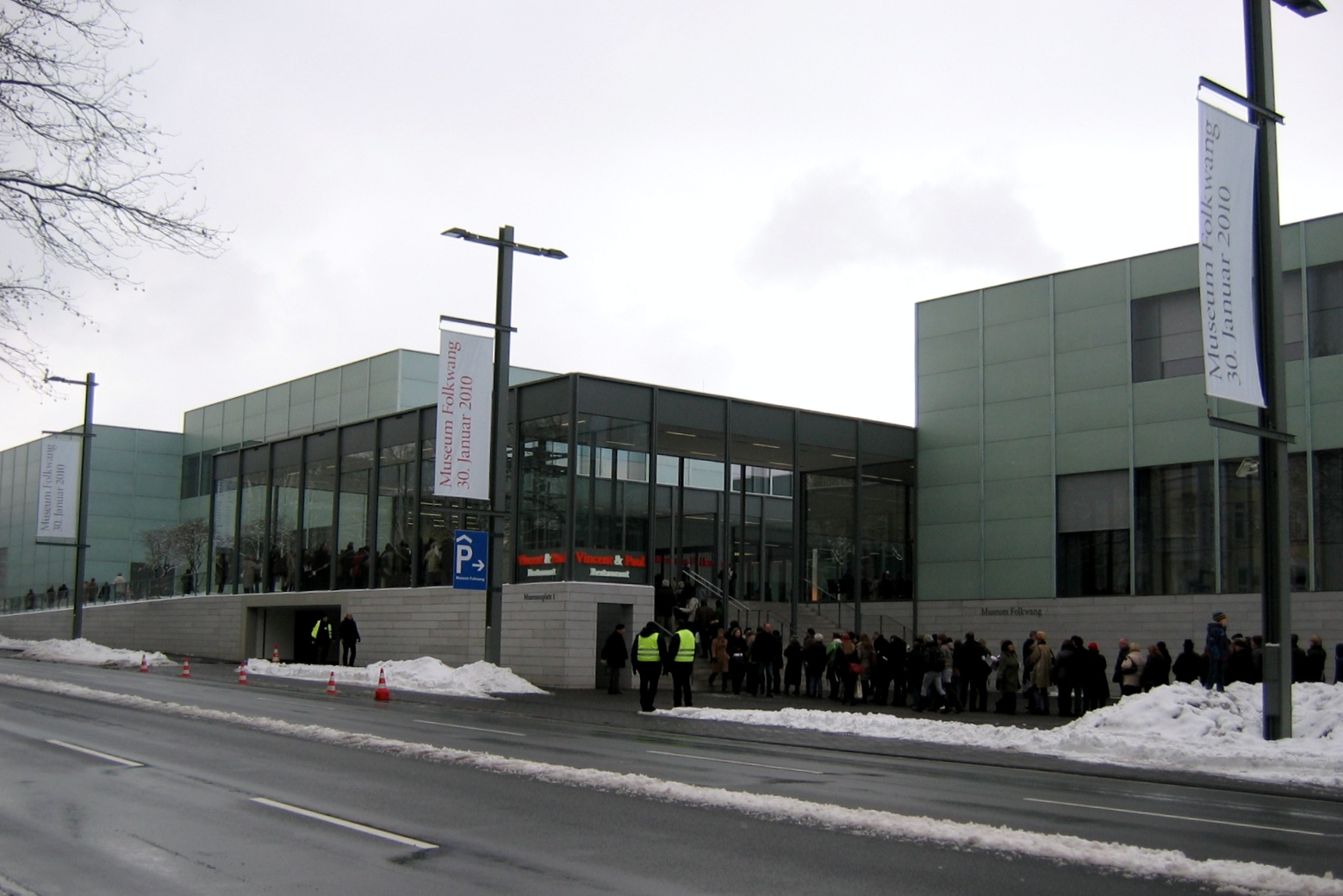
Museum Folkwang, 2010

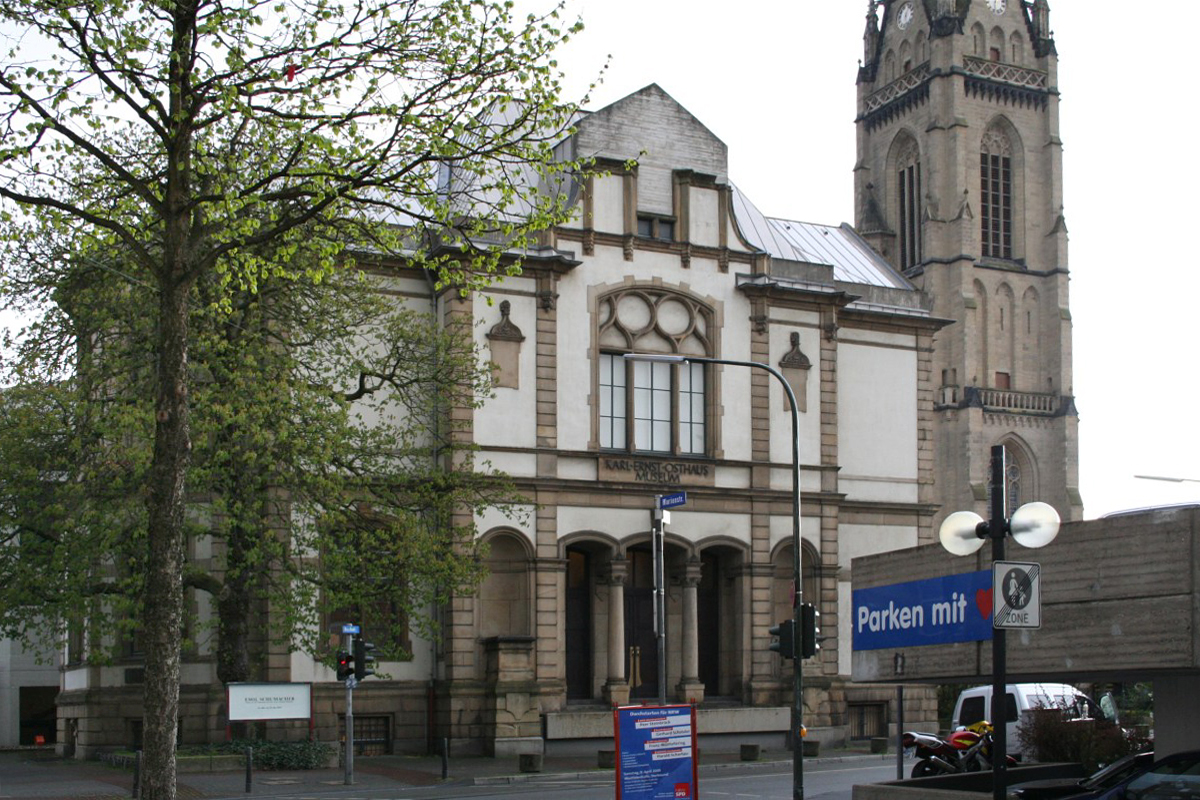
Het oorspronkelijke museum in Hagen, thans Osthaus Museum

Het Museum Folkwang is een museum voor moderne kunst gelegen aan de Museumsplatz 1 in de Duitse stad Essen (deelstaat Noordrijn-Westfalen).

## Museum Folkwang in Hagen
Het kunstmuseum werd aanvankelijk in de stad Hagen gesticht door Karl Ernst Osthaus. Het werd gebouwd van 1899 tot 1902 in de neorenaissancestijl, naar een ontwerp van de Berlijner Paul Gérard. Het interieur werd uitgevoerd door de Belgische kunstenaar Henry Van de Velde. Het museum werd in 1902 als Museum Folkwang geopend.
Naast werken van George Minne, Auguste Rodin, Wilhelm Lehmbruck, Pierre-Auguste Renoir, Gustave Courbet, Vincent van Gogh, Paul Cézanne en Paul Gauguin, waren het vooral de kunstenaars van de schilderschool in het Folkwang, die het museum een goede naam bezorgden. Tot deze naar Hagen uitgenodigde kunstenaars behoorden Christian Rohlfs, Johan Thorn Prikker, Mathieu Lauweriks, Emil Rudolf Weiß en Milly Steger.
Toen Osthaus in 1921 overleed, verkochten zijn erfgenamen de kunstcollectie aan de stad Essen. Sinds 1955 bevindt zich in Hagen het Karl Ernst Osthaus-Museum in het voormalige Folkwang-gebouw.

## Museum Folkwang in Essen
In 1922 fuseerde het Folkwang met het sinds 1906 in Essen gevestigde Essener Kunstmuseum onder de nieuwe naam Museum Folkwang. In de jaren twintig en dertig werd de collectie gestaag uitgebreid, waarbij met name de Franse impressionisten veel aandacht kregen.
Gedurende de nationaalsocialistische tijd werden in 1937 reeds 59 schilderijen inbeslaggenomen en bij de confiscaties tijdens de actie „Entartete Kunst“ verloor het museum meer dan 1000 kunstwerken. Aan de nazi-ideologie vielen in totaal 1400 werken, onder andere van Georges Braque, Paul Cézanne, Giorgio de Chirico, André Derain, Henri Matisse en Edvard Munch, ten offer. De plundering van het museum stond onder leiding van de museumdirecteur Klaus Graf Baudissin (1891 - 1961), die een actieve nationaalsocialist en SS-Führer was. Na zijn acties bezat het museum geen kunst uit de twintigste eeuw meer.
Het in de Tweede Wereldoorlog verwoeste museum kon pas in 1960 weer worden heropend en geldt thans als een van de mooiste kunstmusea van de periode na de oorlog. Daar een deel der geroofde kunstwerken nog kon worden teruggekocht van andere musea, kon de situatie van voor de inbeslagnemingen uit de jaren dertig en veertig worden hersteld.
Naast de collectie schilderijen beschikt het museum ook nog over de verzamelingen grafiek en fotografie. Het zwaartepunt bij de grafische verzameling ligt bij de negentiende eeuw met werk van Ludwig Richter en bij de twintigste eeuw met de collectie Duitse expressionisten. De collectie foto's, die internationaal georiëntieerd is, omvat de nalatenschappen van onder anderen Helmar Lerski, Germaine Krull, Otto Steinert en Peter Keetman.
In 2006 werd besloten tot nieuwbouw van het Museum Folkwang. De opdracht tot het ontwerpen van een nieuwe huisvesting werd in 2007 gegeven aan de Britse architect David Chipperfield. Het uit 1960 daterende gebouw bleef gehandhaafd, maar de uitbreidingen van 1983 (waarin ook het Ruhrlandmuseum was ondergebracht) werden gesloopt.
Het vernieuwde Folkwang werd in januari 2010 heropend, toen Essen/Ruhrgebiet Culturele hoofdstad van Europa 2010 was. De nieuwbouw beschikt over een oppervlakte van 4500 m² voor permanente en wisselexposities.

## Fotogalerij

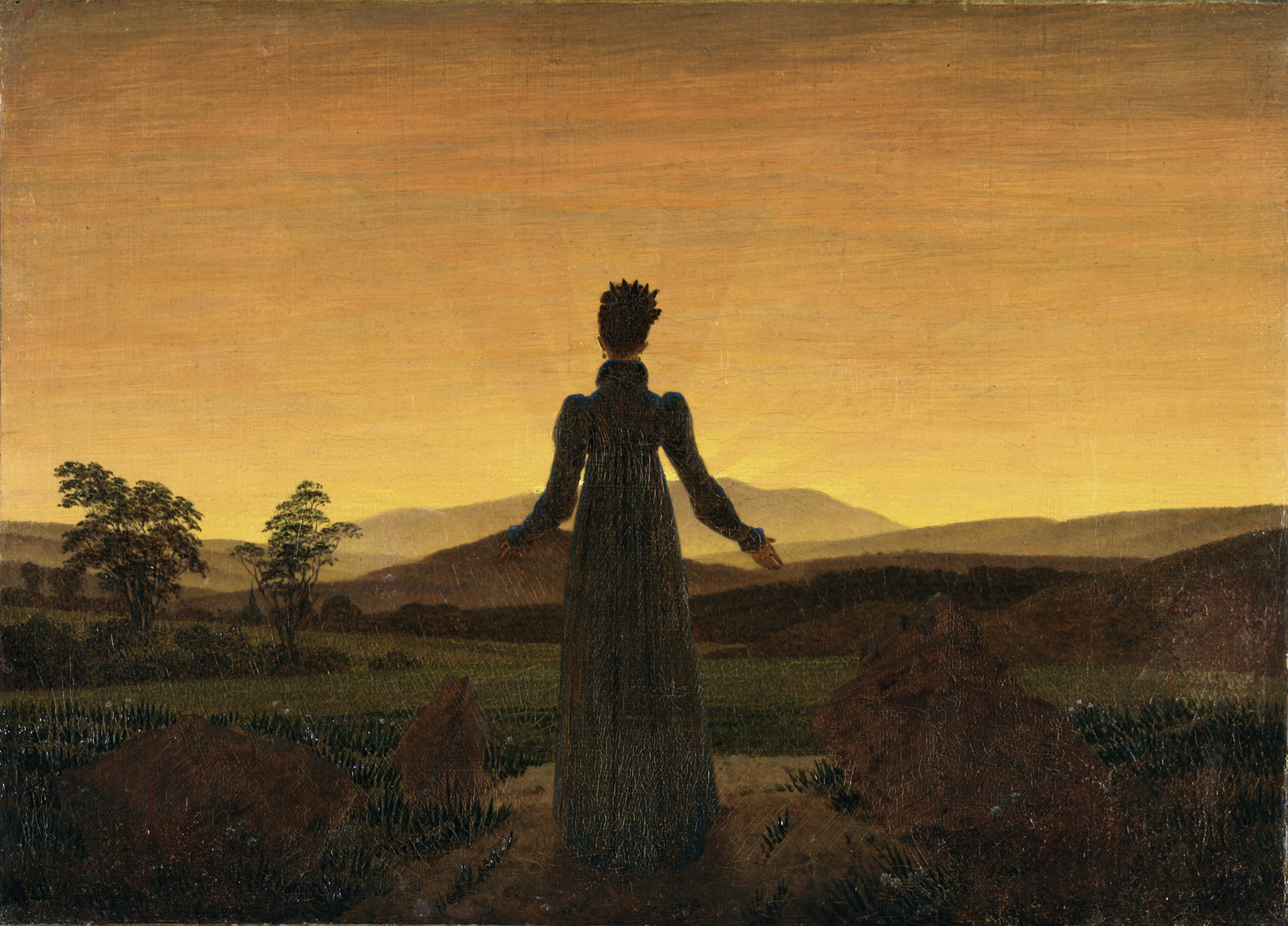
Caspar David Friedrich: Frau vor untergehender Sonne
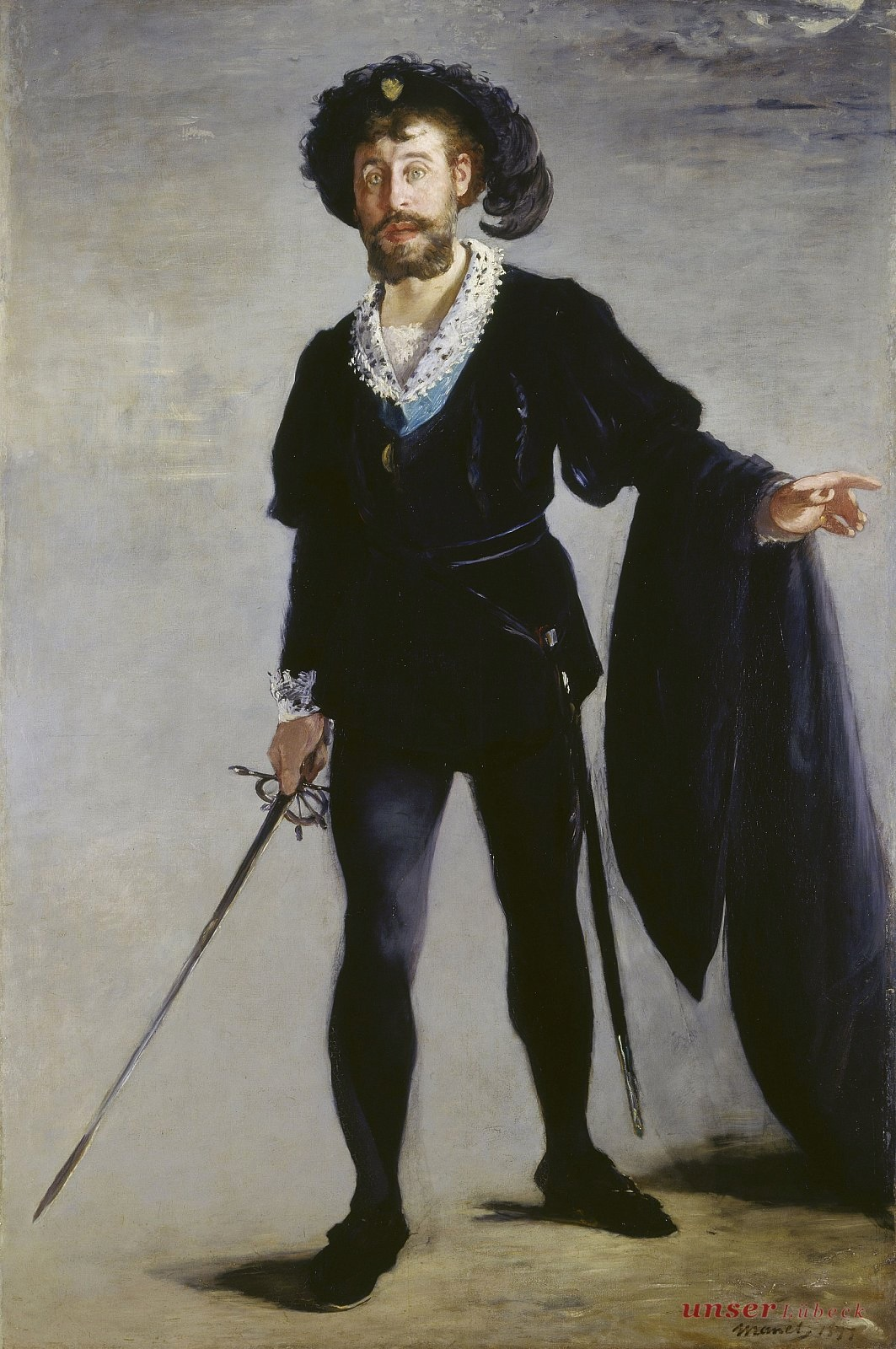
Edouard Manet: Portret van Faure in de rol van Hamlet
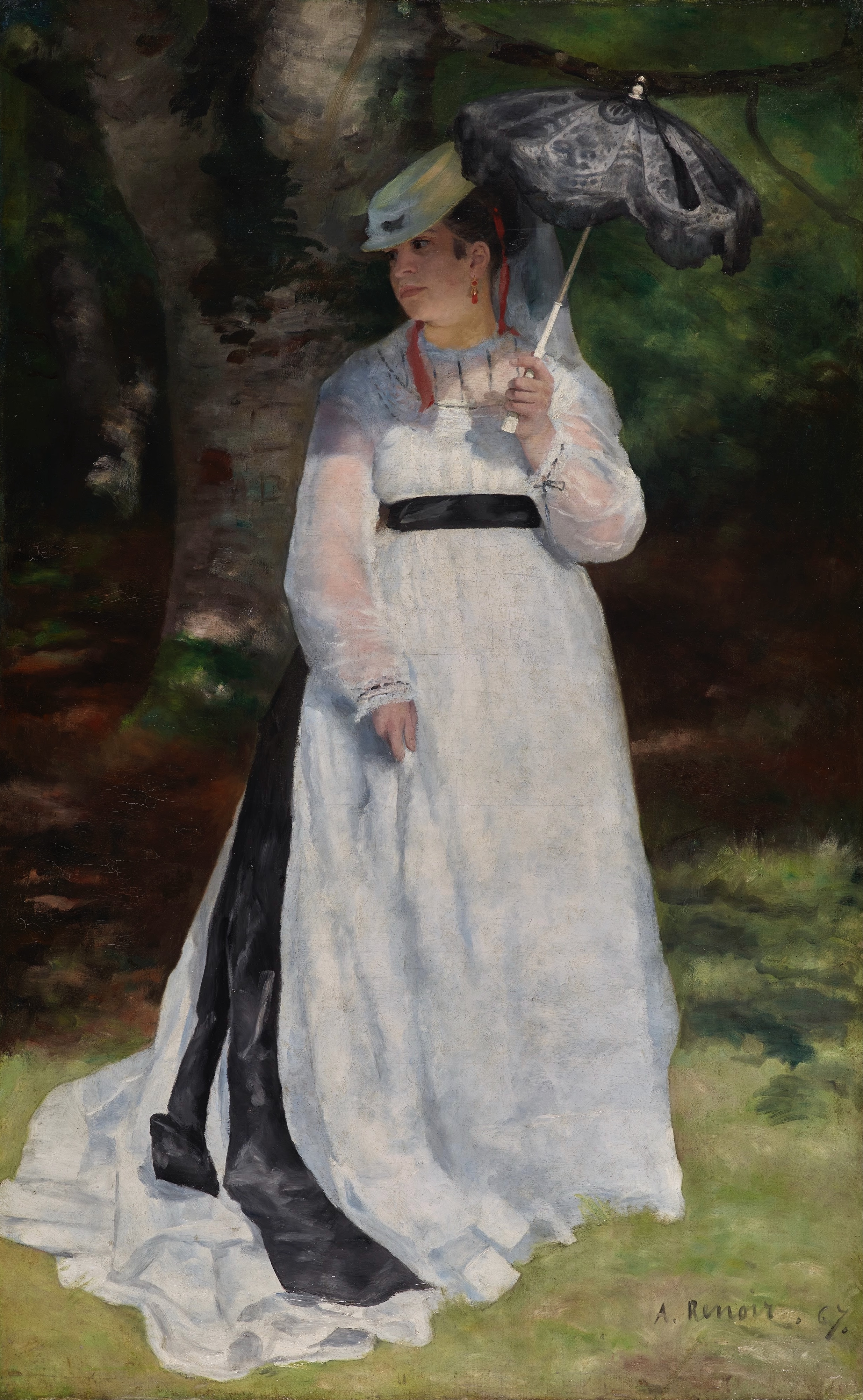
Pierre-Auguste Renoir: Lise met parasol
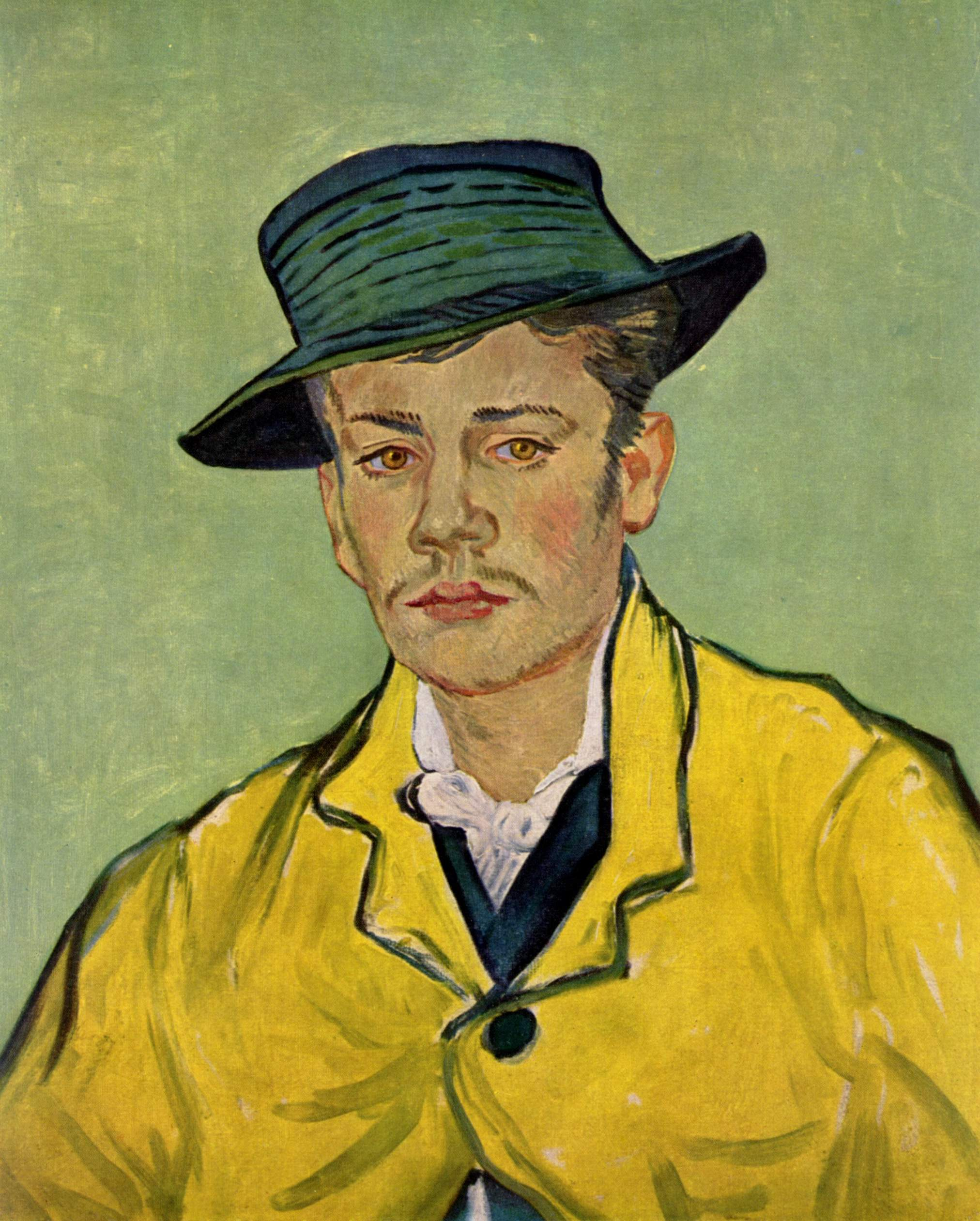
Vincent van Gogh: Porträt des Armand Roulin
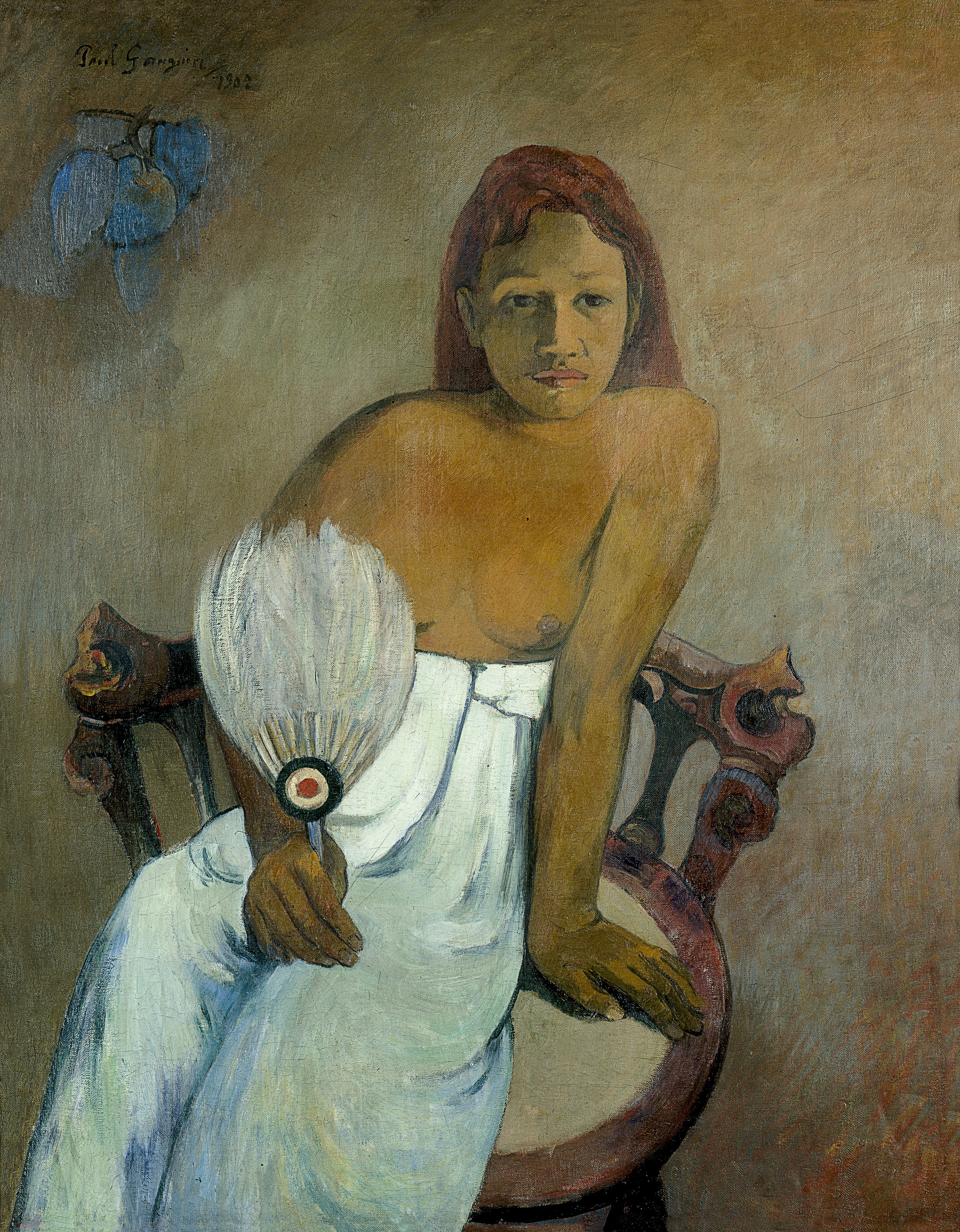
Paul Gauguin: Junges Mädchen mit Fächer
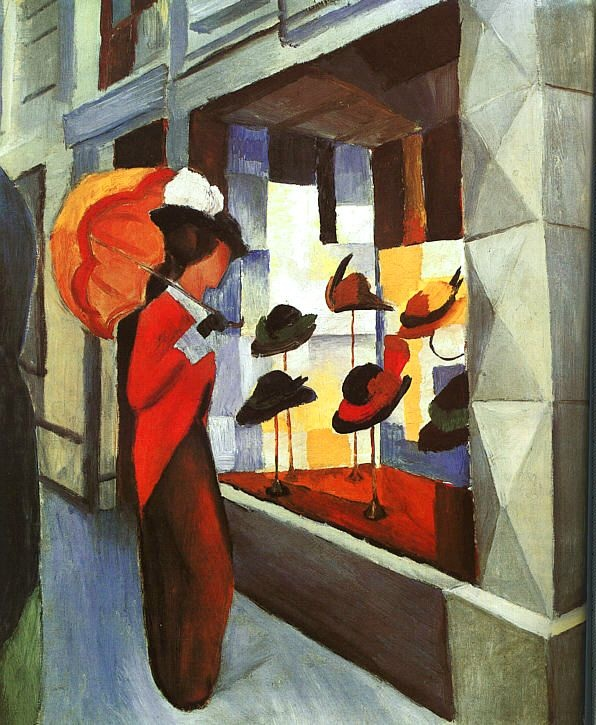
August Macke: Hutladen
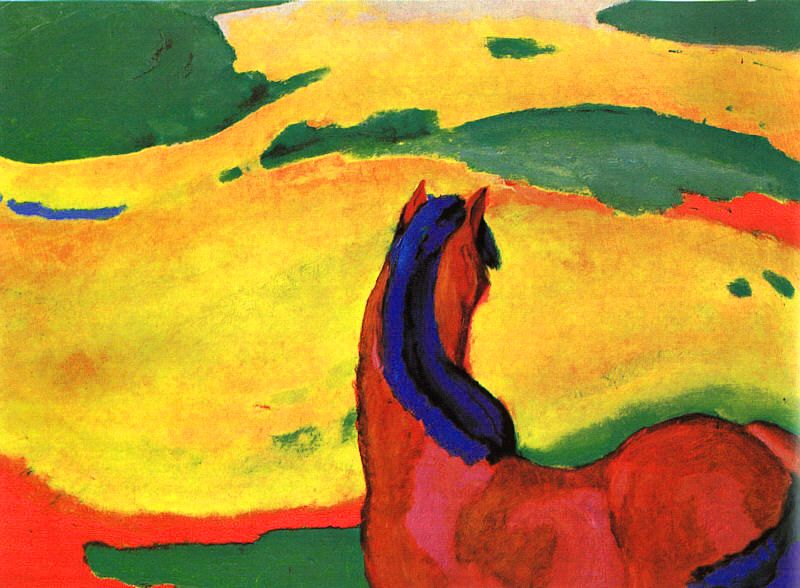
Franz Marc: Pferd in der Landschaft
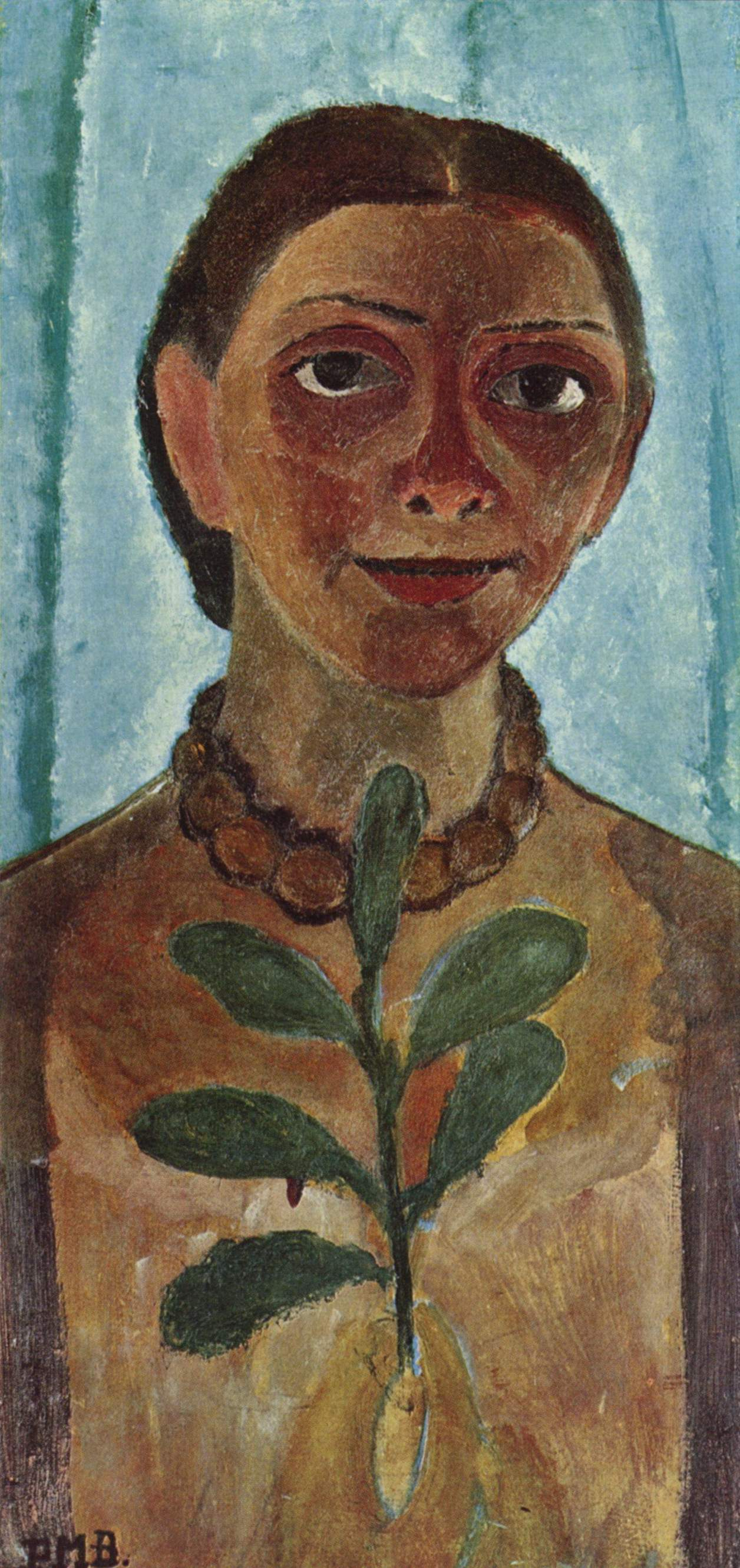
Paula Modersohn-Becker: Die Malerin mit Kamelienzweig